# Thomas A. Steitz
Thomas Arthur Steitz (Milwaukee, 23 d'agost de 1940 - Branford, 9 d'octubre de 2018) fou un químic i professor universitari estatunidenc.

## Biografia
Es va llicenciar en química per la Universitat Lawrence i va continuar els seus estudis a la Universitat Harvard on es va doctorar l'any 1966 sota la supervisió del Dr. William Lipscomb. Els seus estudis postdoctorals els va portar a terme a la Universitat de Cambridge. L'any 1970 es va convertir en professor a la Universitat Yale on va iniciar els treballs que el van portar a guanyar el premi Nobel de Química l'any 2009, en col·laboració amb els Drs. Ramakrishnan i Yonath, pels seus estudis en l'estructura i funció del ribosoma.
La carrera científica del Dr. Steitz ha estat dirigida principalment a comprendre la base estructural dels mecanismes enzimàtics i les interaccions proteïna-àcid nucleic. Mitjançant la tècnica de Cristal·lografia de raigs X, el Dr. Steitz i els seus col·laboradors, han estat capaços de portar a terme estudis estructurals sobre la subunitat gran del ribosoma, proporcionant les primeres percepcions a nivell atòmic sobre l'estructura i funció del lloc de síntesi de les proteïnes a la cèl·lula. El coneixement de les estructures del complexos formats entre la subunitat gran ribosòmica i els antibiòtics, donen la possibilitat d'afinar molt més en el disseny de nous antibiòtics potencialment actius contra microorganismes resistents.

## Premis i distincions
- Premi Nobel de química 2009
- Premi Internacional Gairdner 2007
- Premi en ciència mèdica Keio 2006
- AAAS Newcomb Cleveland 2001
- Premi Rosenstiel pel reball en recerca mèdica bàsica 2001
- Membre de l'acadèmia nacional de ciències 1990
- Premi Pfizer en química enzimàtica 1980